# Peter Trapski
Peter Trapski (* 1946) ist ein deutscher Karateka, der den 9. Dan in der Stilrichtung Shoto Ryu trägt.

## Leben
Peter Trapski ist ein Pionier aus der Gründungsdekade des Karate in Deutschland und maßgeblich an dessen Mitgestaltung beteiligt.
Ausgewählte Stationen und Tätigkeiten im Leben von Peter Trapski sind:
- Führungsfortbildung Spezialeinheiten der Polizei
- Krisen- und Konfliktmanagement
- Pensionierter Kriminal-Hauptkommissar
- Kampfkunstexperte und Karatelehrer (9. Dan)
- Vormals Bundestrainer der Karate-Nationalmannschaften Deutschlands und Dänemarks
- Seit 1970 Cheftrainer des Polizeisportvereins Essen 1922 e.V., Abt. Karate

Ein Schwerpunkt seiner Tätigkeit ist die intensive Auseinandersetzung mit Strategie und Ethik japanischer Kampfkünste. Peter Trapski beschäftigt sich systematisch seit mehreren Jahrzehnten mit der Weiterentwicklung von Trainings-/Sicherheitskonzepten und Gewaltvorbeugung für Kinder, Frauen und ältere Menschen. Für den Deutschen Karate Verband (DKV e.V.) hat Peter Trapski jüngst das „Werte-Konzept“ entwickelt, ein in der deutschen Sportlandschaft in seiner Form einzigartiges Konzept, um besonders effektiv die Vermittlung von Werten in den Karateunterricht für Kinder zu integrieren.

## Buch
- Christian Lüdke, Peter Trapski: Die Curry-Clique. Geschichten zur Gewaltprävention. Economica-Verlag, Heidelberg 2008, ISBN 978-3-87081-766-4.